# Droit du transport
 (septembre 2009).
Le droit du transport est la partie du droit qui s'applique aux transporteurs (comme les compagnies aériennes, les autocaristes, les transporteurs routiers, les sociétés de chemin de fer ou encore les compagnies de navigation), aux clients et utilisateurs de ces moyens de transport, ainsi qu'aux intermédiaires, tels que commissionnaires de transport, voyagistes, et revendeurs de billets.
  C'est un droit mixte qui ne connaît pas la summa divisio droit public /droit privé et reconnaît très souvent des concepts sui generis.
Le droit du transport se divise en plusieurs catégories :
- selon qu'il s'agit de transport de voyageurs ou de marchandises ;
- selon le mode de transport considéré ; ainsi il existe le droit maritime, le droit aérien, le droit du tourisme, le droit du transport terrestre et le droit du transport multimodal ;
- selon qu'il s'agit de transport national (ou intérieur), soumis à la législation du pays considéré, ou de transport international, régi par des conventions internationales, telles que la convention de Varsovie, de Montréal ou IATA pour le transport aérien, la convention CMR pour le transport routier, la convention de Berne pour le transport ferroviaire, ou la convention de Bruxelles ou Hambourg pour le transport maritime.

Le droit du transport s'appuie principalement sur le contrat de transport et n'est applicable dans la majeure partie des cas qu'à la condition qu'un tel contrat existe. Selon le cas, il peut s'appeler "lettre de voiture", "lettre de transport aérien" ou "connaissement".
Ce type de contrat doit être signé et approuvé par le professionnel qui va se charger de transporter un bien expédié ou des voyageurs ou bien des affaires, d’un point à un autre. Il s’agit d’un acte matériel qui ne prend pas en compte les éléments suivants dans son projet professionnel : 
- La vitesse de conduite.
- L’itinéraire.
- Le type de transport : aérien, fluvial, maritime, routier, première classe, etc.
- Le type de bien expédié : affaires, colis.

(Source Site Internet : https://www.droitdestransports.com/)
En règle générale, le transporteur est soumis à une obligation de résultat : acheminer à bon port les marchandises en bon état et les voyageurs sains et sauf, dans les délais convenus. Il ne peut se libérer de cette obligation que dans le cas de force majeure, du vice propre de la marchandise ou de la faute d'un tiers, mais il peut aussi limiter sa responsabilité par convention.

## Conditions générales de ventes
Le droit du transport réglemente les conditions générales de ventes de toutes prestations de transport que ce soit par voie terrestre, aérienne ou maritime. Les conditions générales de ventes relèvent donc des lois.

### Droit maritime
À l'heure actuelle, 80 % des échanges mondiaux sont effectués par voie maritime. Les transporteurs ont réuni leurs compétences dans les connaissements.
Le connaissement a trois fonctions :
- C'est une preuve du contrat de transport.
- C'est une preuve de réception des marchandises par le transporteur.
- C'est une preuve contre le transporteur de l'état et des caractéristiques des marchandises.

Sur le plan international, le contrat de transport est différent du contrat d'affrètement.
La matérialisation du contrat d'affrètement est la charte-partie.
Le transport Maritime, l'Union Européenne et la responsabilité de l'assureur sont étroitement liés dès lors qu'il s'agit d'un navire battant pavillon européen.
La Directive européenne 2009/20/CE, relative à l’assurance des propriétaires de navires[1], instaure une assurance obligatoire pour tous les navires battant pavillon d’un Etat de l’Union. Cette assurance obligatoire doit, selon ce texte, être une « assurance indemnisation » du type Protecting and Indemnity,.

### Le droit aérien
Le droit aérien porte sur les « aéronefs », un terme générique utilisé dans la Convention de Chicago de 1944 pour décrire « un appareil pouvant se soutenir dans l’atmosphère grâce aux réactions de l’air ». Ce concept inclut donc:
- les aérodynes (les « plus lourds que l’air ») : les avions, les hélicoptères
- les aérostats (les « plus légers que l’air ») : les ballons et les montgolfières
- les planeurs et les ailes delta

Ne sont pas couverts les parapentes, parachutes et les cerfs-volants.

### Le droit du transport terrestre
ACTE
Règlement (CEE) no 881/92 du Conseil du 26 mars 1992 concernant l'accès au marché des transports de marchandises par route dans la Communauté exécutés au départ ou à destination du territoire d'un État membre, ou traversant le territoire d'un ou de plusieurs États membres.
SYNTHÈSE
Le régime uniforme d'accès au marché repose sur l'élimination des restrictions à l'égard des prestataires de services ainsi que sur un régime d'autorisation de transport. Il permet ainsi de progresser vers la mise en place d'un marché européen des transports.
Champ d'application
Ce régime s'applique aux transports internationaux de marchandises par route effectués sur le territoire de l'Union européenne (UE) pour le compte d'autrui. Pour les trajets reliant un État membre à un pays tiers, le régime concerne le trajet effectué sur le territoire de l'État membre de chargement ou de déchargement. Dans ce dernier cas, un accord entre l'UE et le pays tiers en question est nécessaire pour que le régime soit applicable.

### Le droit du tourisme
Le droit du tourisme dépend principalement de la loi numéros 92-645 du 13 juillet 1992, selon le décret numéros 94-490 du 15 juin 1994 pris en application de l'article numéros 31 de la sus nommée loi, fixant les conditions d'exercice des activités relatives à l'organisation et à la vente de voyages ou de séjour.
Il en ressort essentiellement le fait que le vendeur ou revendeur d'une prestation de transport est dans l'obligation d'éditer un contrat de transport, de prévenir le client des éventuelles conditions particulières de ventes et des éventuelles révisions de prix autorisée par la loi numéros 92-645.

#### Révisions autorisées du prix
Le prix d'une prestation de transport touristique peut évoluer à la baisse (c'est rarissime) ou à la hausse dans les cas suivants :
- Hausse du prix de pétrole substantielle sans baisse pendant au moins 30 jours consécutifs.
- Hausse substantielle des taux de change pour des prestations à l'étranger devant être réglées en devises.
- Hausse substantielle des taxes aériennes et redevances aéroports.

#### Responsabilité du vendeur ou du revendeur
La loi du 13 juillet 1992 fixe les responsabilités du vendeur et du revendeur de prestation touristiques, il en ressort essentiellement que le revendeur est responsable des prestations qu'il fournies au client acheteur. Ainsi en cas de litige après la revente d'un séjour vendu par un voyagiste le client se retourne non pas contre le voyagiste mais bel et bien contre le revendeur c'est-à-dire l'agence de voyages dans la plupart des cas.
Le revendeur a donc un devoir d'information et de conseil qui l'engage auprès de son client acheteur.
En cas de litiges, le revendeur a le droit de se retourner contre le vendeur, cet ordre est très important car cela signifie que le client est indemnisé s’il y a lieu par le revendeur qui ensuite doit se faire lui-même indemniser par le vendeur.
Il existe cependant une faille : depuis une année à peine la loi du 13 juillet 1992 est en désaccord avec la loi régissant les ventes sur Internet, selon cette dernière loi le vendeur sur Internet est responsable du « bon déroulement des prestations achetées tel que prévu lors de la vente » et il est garant des prestations qu'il vend ou revend, c'est-à-dire qu'il est responsable si les prestations ne sont pas effectuées telles que prévues lors de la vente. Cela est en désaccord avec la loi de 1992 qui, elle, prévoit une responsabilité par rapport à un contrat de transport. Dans les faits, cela signifie que le revendeur d'un billet d'avion est sujet à un traitement légal différent selon qu'il exerce son activité de vente sur Internet ou en pas de porte.
Exemple : si le client achète son billet d'avion en agence de voyages traditionnelle ayant pignon sur rue et que l'avion qu'il devait emprunter ne décolle pas, le client se retourne contre la compagnie car le contrat de transport c'est-à-dire le billet d'avion prévoit dans ce cas là la responsabilité intégrale et unique de la compagnie aérienne.
Si le client achète le même billet d'avion sur Internet et que l'avion qu'il devait emprunter ne décolle pas, le client se retourne alors contre l'agence de voyages sur Internet qui est intégralement responsable étant donné que la loi régissant le commerce sur Internet se fonde sur l'acte de vente et non sur le contrat de transport, l'agence de voyages sur Internet est donc « responsable du bon fonctionnement des avions de la compagnie ». 
Cet exemple montre bien la différence de traitement et les problèmes que cela risque de générer à l'avenir.

## Conditions particulières de ventes
Les conditions particulières de ventes de prestation de transport sont réglementées par le contrat de transport. Elles sont donc fixées par le transporteur lui-même et/ou par le revendeur (comme une agence de voyages ou un voyagiste). Ces conditions particulières permettent de quasiment tout faire le seul impératif à suivre étant qu'aucune condition particulière de vente ne peut aller contre ou être en désaccord avec les conditions générales de ventes fixées par les lois. En fait il est possible d'évoquer une hiérarchie, les conditions générales relèvent des lois, elles sont donc supérieures aux conditions particulières qui relèvent de la stratégie commerciale et de la politique relationnelle que souhaite le transporteur ou le revendeur.

### Ce qui relève des conditions particulières de ventes
Les conditions particulières de ventes sont fixées par l'organisateur et/ou le fournisseur de la prestation de transport. Il s'agit de clauses particulières que le transporteur, le vendeur ou le revendeur appliquent afin de pallier les manques des lois régissant leurs activités ou tout simplement afin de mettre en application une stratégie commerciale. Toutes clauses en accord et n'allant pas contre les lois est valide, ainsi les conditions particulières de ventes visent souvent le montant des acomptes ou des arrhes à verser, les modalités d'inscription et de réservations, les possibles changement de programme qu'il est possible de rencontrer, les révisions de prix dans les cas autorisé par les lois, les frais en cas de modifications ou d'annulation de la part du client ou du vendeur, les exclusions de responsabilité en cas de non-conformité des passagers ou des marchandises avec les formalité de police, de santé ou de douane, les limitations de responsabilité au niveau des assurances etc.

#### Modification
Très souvent en cas de modifications de la prestation de transport de la part de l'usager, le transporteur prélève des frais de modifications, cela peut varier entre quelques dizaines d'euros et le coût total de la prestation. Il existe pour cela des assurances qui en cas de modifications pour raison de force majeure remboursent à l'usager tout ou partie des frais qu'il a payé. En ce qui concerne les modifications de la part du transporteur, sa responsabilité est très souvent nulle car les modifications ont souvent pour origine un cas de force majeure.

#### Remboursement
Il en va de même pour les demandes de remboursement, très souvent si la prestation de transport n'est pas utilisée elle est perdue pour l'usager, seuls les transports en plein tarif permettent en général d'obtenir un remboursement intégral ou partiel. Il existe ainsi des assurances annulations qui permettent en cas d'annulation pour cas de force majeure de se faire rembourser le coût investi dans la prestation de transport.

## Le transport des marchandises
Le transport des marchandises est soumis à une législation particulière, différente de celles du transport de voyageurs. Le droit en matière de transport des marchandises dépend du type de marchandises, ainsi il existe des réglementations bien particulières pour le transport d'explosifs, de substances radioactives, d'armes, de marchandises de valeur etc.

### Les types de marchandises
Le droit du transport définit pour le transport de marchandises des catégories selon le type de marchandise transporté, ces catégories sont internationales c’est-à-dire qu'elles sont codées de façons identiques à l'échelle mondiale cependant les législations en vigueur dans les pays peuvent varier et le traitement légal de ces marchandises peut donc être différent d'un pays à l'autre.
Suit une liste non exhaustive des catégories de marchandises :

- Substances radioactives, cette catégorie est subdivisée selon le degré de radioactivité du produit.
- Substances explosives.
- Armes, cette catégorie est subdivisée selon la classe des armes considérées.
- Substances polluantes.
- Substances inflammables.
- Substances hautement inflammables.
- Pièces d'avion ou d'engin mécanique volant.
- Marchandises de valeurs, très vaste catégorie englobant les cigarettes, l'alcool, les parfums, les produits manufacturés de luxe...
- Marchandises très lourdes, comme de volumineuses machines-outils métalliques.
- Bagages diplomatiques.
- Presses.
- etc.

Chacune de ces catégories de marchandises est soumise à une réglementation bien précise.

## Loi de 1982 (droit au transport et autorités organisatrices des transports)
La loi d'orientation sur les transports intérieurs de 1982, qui affirme un droit au transport devant permettre de se déplacer "dans des conditions raisonnables d’accès, de qualité et de prix ainsi que de coûts pour la collectivité". répartit l'organisation des transports en commun entre différentes autorités organisatrices.
- Les communes ont la responsabilité des transports urbains, charge qu'elles ont le plus souvent délégué à une structure intercommunale,
- les départements gèrent les réseaux interurbains,
- les régions ont en charge quelques lignes routières mais surtout les trains express régionaux.

Ces différentes collectivités ont, le plus souvent, confié le fonctionnement de leurs réseaux à des sociétés privées, dans le cadre de délégation de service public.
Enfin, l'État organise les transports d'intérêt national, notamment par l'intermédiaire de la Société nationale des chemins de fer (SNCF) et de Réseau ferré de France (RFF) créé par la loi no 97-135 du 13 février 1997.
Les transports scolaires sont répartis entre les communes (en zone urbaine) et les départements (interurbain) sauf en région parisienne où ils relèvent de l'État.

## Police des transports et contrôle des titres de transport
Le voyageur surpris sans titre de transport valable est taxé d'une amende forfaitaire, et dans certains cas (récidive) peut être soumis à des poursuites judiciaires. Les contrôles sont régis par la loi du 15 juillet 1845 relative à la police des chemins de fer, qui a été modifiée par la loi du 15 novembre 2001 relative à la sécurité quotidienne (LSQ) établissant un « délit d'habitude » lorsque « la personne concernée a fait l'objet, sur une période inférieure ou égale à douze mois, de plus de dix contraventions sanctionnées aux premiers et deuxième alinéas de l'article 80-3 du décret n° 730 du 22 mars 1942, qui n'auront pas donné lieu à une transaction en application de l'article 529-3 du code de procédure pénale. » Le « délit d'habitude » est passible d'une peine de prison.
Plusieurs catégories de personnes ont le droit de mettre des amendes, dont « les officiers de police judiciaire, les ingénieurs des ponts et chaussés et des mines, les conducteurs, gardes mines, agents de surveillance et gardes nommés ou agréés par l'administration et dûment assermentés » .
La CNIL a promulgué en 2007 une autorisation unique concernant les traitements automatiques de données personnelles mis en œuvre par les « organismes de droit public ou de droit privé gérant un service public de transports » à des fins de « gestion d'infractions » 
À noter que la détention d'un contrat de transport valide donne au voyageurs des garanties juridiques. En effet, le transporteur a l'obligation de transporter le voyageur jusqu'à sa destination en toute sécurité, sauf pour lui à prouver une faute du voyageur.

## Le transport ferroviaire en France et en Europe

### Les organismes de contrôle et de régulation
- Le ministère des Transports est chargé notamment de délivrer les licences d'entreprises ferroviaires.
- Le conseil supérieur du service public ferroviaire (CSSPF) est chargé de veiller à la bonne coordination du système ferroviaire français.
- L'établissement public de sécurité ferroviaire (EPSF) est chargé de veiller à l'application de réglementations de sécurité dans le domaine des transports ferroviaires.
- Les autorités organisatrices de transports — que sont les régions administratives — sont chargées par la loi de définir, et de financer partiellement, le service public de transport régional de voyageurs tant sur la route que sur le rail (pour les chemins de fer : les TER).
  - Le syndicat des transports de l'Île-de-France (STIF) joue le rôle d'autorité organisatrice pour la région Île-de-France.

Dans l'avenir, en principe à l'été 2009, devrait se mettre en place l'Autorité de Régulation des Activités Ferroviaires (Araf), régulateur sectoriel des transports ferroviaires. Cette autorité aura pour rôle de veiller au bon fonctionnement économique du transport par rail, une fois la SNCF mise en concurrence sur le transport de voyageurs.

### Les gestionnaires d'infrastructure
- Réseau ferré de France (RFF), établissement public chargé de gérer, d'entretenir et de développer le réseau ferré national. Il en est le propriétaire. Il encaisse les redevances d'accès (péages) payées par les entreprises ferroviaires.

- Eurotunnel

### Les exploitants

Ancien siège de la SNCF, rue du Commandant René Mouchotte à Paris

- La société nationale des chemins de fer français (SNCF), établissement public chargé d'exploiter des services de transport de marchandises et de voyageurs sur le réseau ferré national. Titulaire d'une licence d'entreprise ferroviaire, elle est autorisée à exploiter ce type de services sur tous les réseaux de l'Union européenne, dans les limites de la réglementation en vigueur et des règles de réciprocité établies par les États.
- Les entreprises ferroviaires : outre la SNCF, toute entreprise ferroviaire titulaire d'une licence délivrée par un des pays membres de l'Union européenne est autorisée à exploiter des services de transport sur le réseau ferré français dans les conditions prévues par la législation européenne. Pour le moment cette ouverture est limitée au fret sur une partie du réseau et pour les services internationaux ; une filiale d'Eurotunnel est titulaire d'une telle licence en France. Tous les nouveaux « entrants » sur le marché ferroviaire sont réunis au sein de l'Union des transports publics et ferroviaires.

## Droit international du transport
Le droit international du transport fixe les règles applicables en matière de transport à l'échelle mondiale et octroie un cadre légal international identique reconnus par et au sein de tous les états ayant ratifiés ces accords internationaux.

### Laconvention CMR
Convention 1978